# Фора, Михаэль
Михаэль Фора (нем. Michael Fora; род. 30 октября 1995, Giubiasco) — швейцарский хоккеист, защитник клуба «Давос». Двукратный серебряный призёр чемпионатов мира. Участник зимних Олимпийских игр 2022 года.

## Карьера
Фора дебютировал в Национальной лиге в составе ХК «Амбри-Пиотта» в сезоне 2015/2016 годов, сыграв в 32 матчах и набрав 6 очков (3 гола).
Стал капитаном своей команды в сезоне 2017/2018 годов. 23 декабря 2017 года Фора согласился на досрочное продление контракта с ХК «Амбри-Пиотта» на три года до сезона 2020/2021 годов. Контракт содержал пункт об уходе в НХЛ.
15 июня 2018 года, не будучи выбранным на драфте, Фора подписал двухлетний контракт начального уровня с командой «Каролина Харрикейнз» Национальной хоккейной лиги (НХЛ). Участвовал в тренировочном лагере «Харрикейнз» и сыграл несколько предсезонных матчей. В начале сезона 2018/2019 годов был отправлен в «Шарлотт Чекерс» Американской хоккейной лиги (АХЛ). Сыграл одну игру в АХЛ, прежде чем попросил расторгнуть контракт с командой и вернулся в ХК «Амбри-Пиотта».
3 декабря 2021 года, во время своего восьмого сезона в «Амбри-Пиотта», Фора подписал четырёхлетний контракт с ХК «Давос». В сезоне 2024/205 годов сыграл за «Давос» 43 игры, забил 6 шайб и выполнил 9 результативных передач.

## Карьера в сборной
В составе молодёжной сборной Швейцарии Михаэль принимал участие в молодёжном чемпионате мира 2015 года, набрав в 6 играх 2 (0+2) очка.
С 2018 года регулярно привлекается в первый состав сборной Швейцарии. На чемпионате мира 2018 года стал серебряным призёром. В 2022 году принимал участие в зимних Олимпийских играх в Пекине. В составе сборной сыграл 4 матча, очков по системе гол+пас не набрал, а его команда заняла лишь 8-е место.
В 2024 году был включён в состав Швейцарии для участия в чемпионате мира, который состоялся в Чехии. Михаэль Фора вместе со своей командой завоевали серебряные медали.
В 2025 году Фора был включен в состав первой сборной для участия в чемпионате мира, который проходил в Швеции и Дании.